# Ekzarch Josif
Ekzarkh Josif (Bulgaars: Екзарх Йосиф) is een dorp in het noorden van Bulgarije. Zij is gelegen in de gemeente Borovo, oblast Roese en ligt 224 kilometer ten noordoosten van Sofia. Op 31 december 2019 telde het dorp 346 inwoners.

## Bevolking
In de eerste telling van 1934 registreerde het dorp 2.265 inwoners. Dit aantal nam toe tot 2.631 personen in 1946. Sindsdien neemt het inwoneraantal echter drastisch af. Op 31 december 2019 werden er 346 inwoners geteld.
|  |

Van de 532 inwoners reageerden er 529 op de optionele volkstelling van 2011. Zo’n 508 personen identificeerden zichzelf als etnische Bulgaren (96%), gevolgd door 8 Bulgaarse Turken (1,5%).
| Etniciteit   | Aantal | %    |
| ------------ | ------ | ---- |
| Bulgaren     | 508    | 96%  |
| Turken       | 8      | 1,5% |
| Roma         | ...    | ...  |
| Overig       | 13     | 2,5% |
| Respondenten | 529    |      |

De bevolking van het dorp is sterk verouderd. In februari 2011 telde het dorp 532 inwoners, waarvan 10 inwoners tussen de 0-14 jaar oud (2%), 228 inwoners tussen de 15-64 jaar (43%) en 294 inwoners van 65 jaar of ouder (55%).
Batin · Borovo · Brestovitsa · Ekzarch Josif · Gorno Ablanovo · Obretenik · Volovo